# Dompierre-sur-Helpe
Dompierre-sur-Helpe ist eine Gemeinde im französischen Département Nord in der Region Hauts-de-France. Sie gehört zum Kanton Avesnes-sur-Helpe (bis 2015: Kanton Avesnes-sur-Helpe-Nord) im Arrondissement Avesnes-sur-Helpe. Sie grenzt im Norden an Leval und Monceau-Saint-Waast, im Nordosten an Saint-Remy-Chaussée (Berührungspunkt), im Osten an Saint-Hilaire-sur-Helpe, im Süden an Petit-Fayt, im Südwesten an Marbaix sowie im Nordwesten an Taisnières-en-Thiérache und Noyelles-sur-Sambre.
Die Ortschaft wird von der Helpe Majeure tangiert.

## Bevölkerungsentwicklung
| Jahr      | 1962 | 1968 | 1975 | 1982 | 1990 | 1999 | 2008 | 2013 |
| --------- | ---- | ---- | ---- | ---- | ---- | ---- | ---- | ---- |
| Einwohner | 916  | 958  | 1152 | 1177 | 1157 | 1036 | 946  | 894  |

## Sehenswürdigkeiten
Siehe auch: Liste der Monuments historiques in Dompierre-sur-Helpe

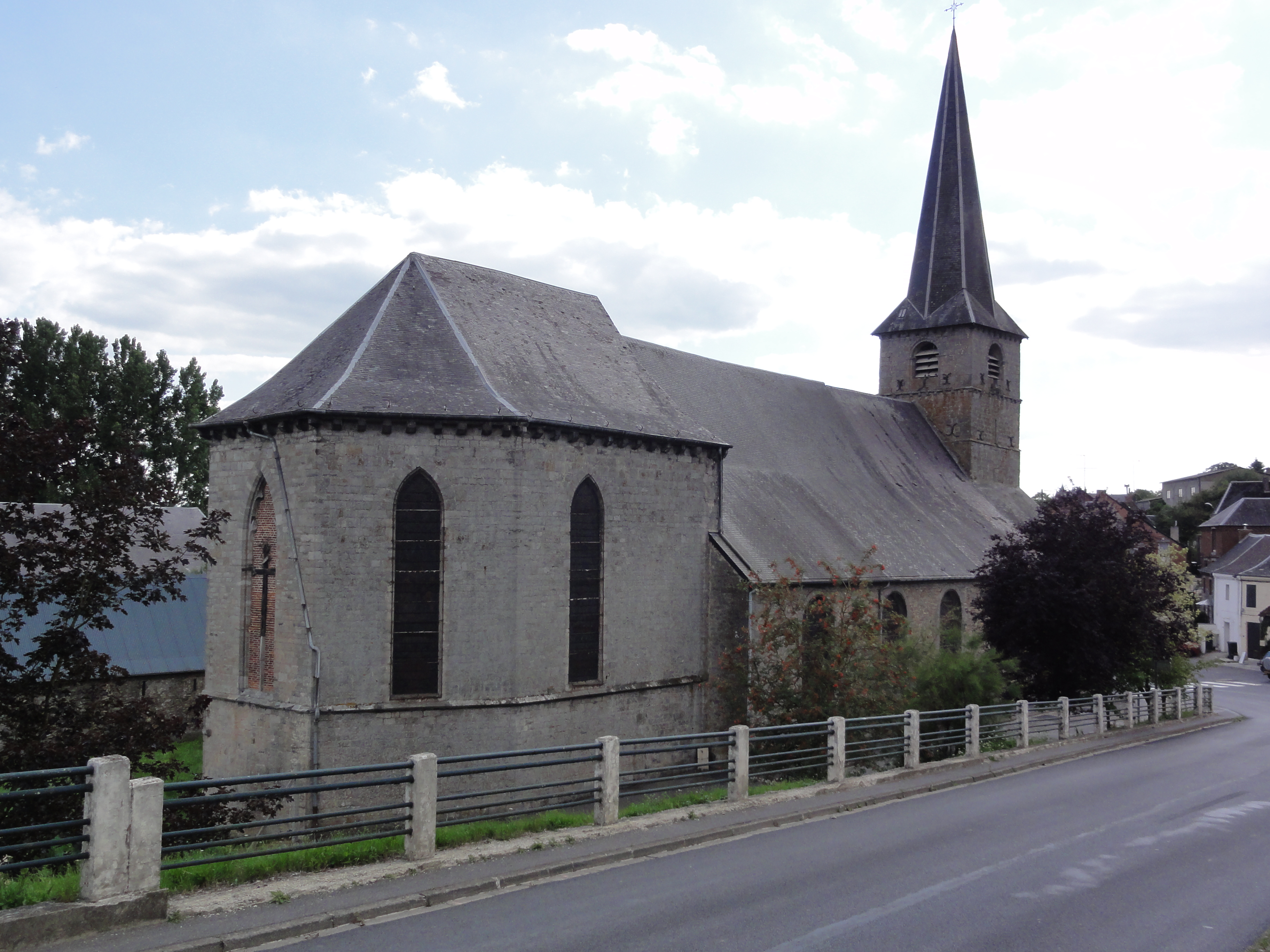
Kirche Saint-Etton
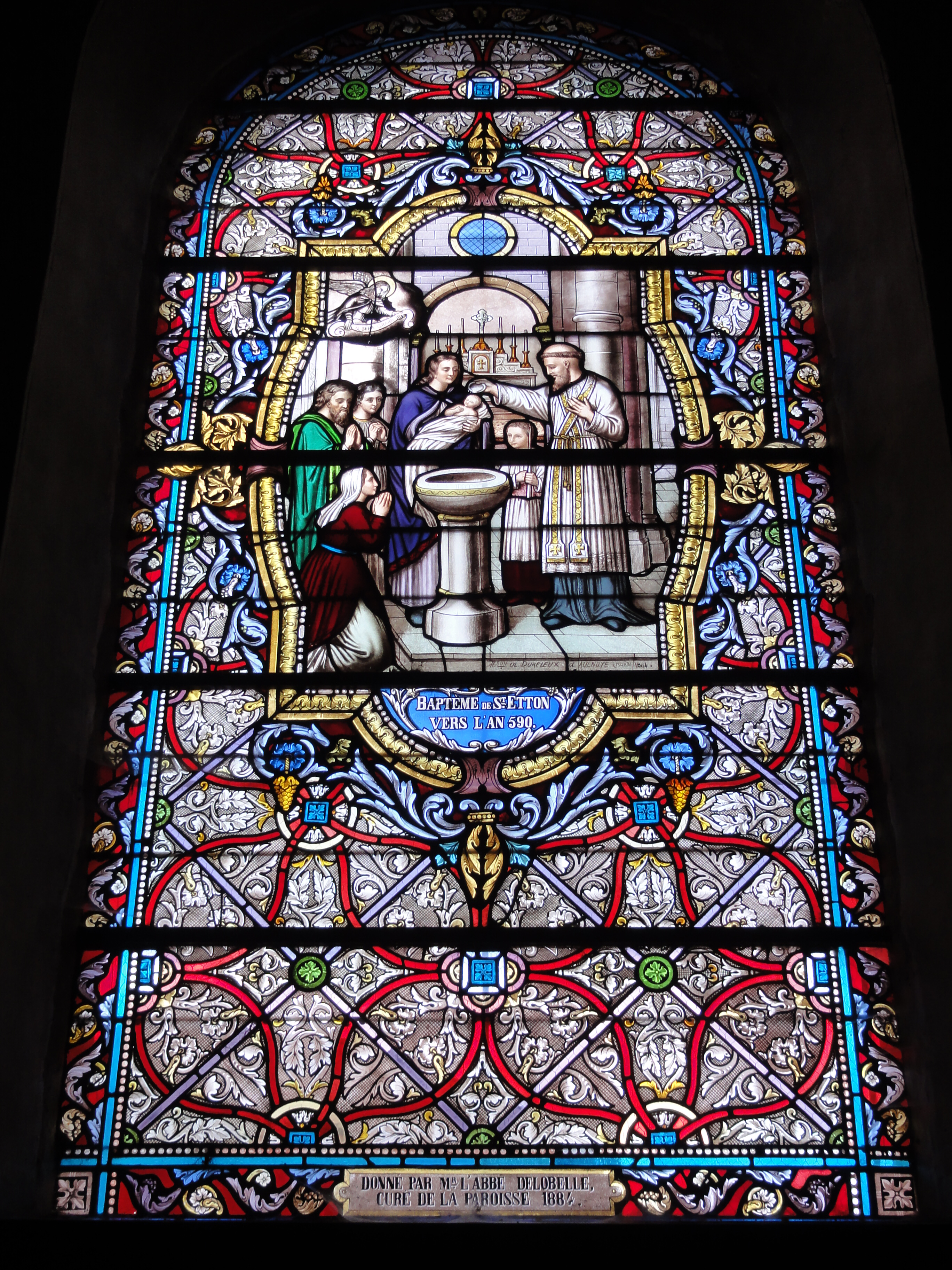
Glasmalerei an einem Fenster der Kirche Saint-Etton
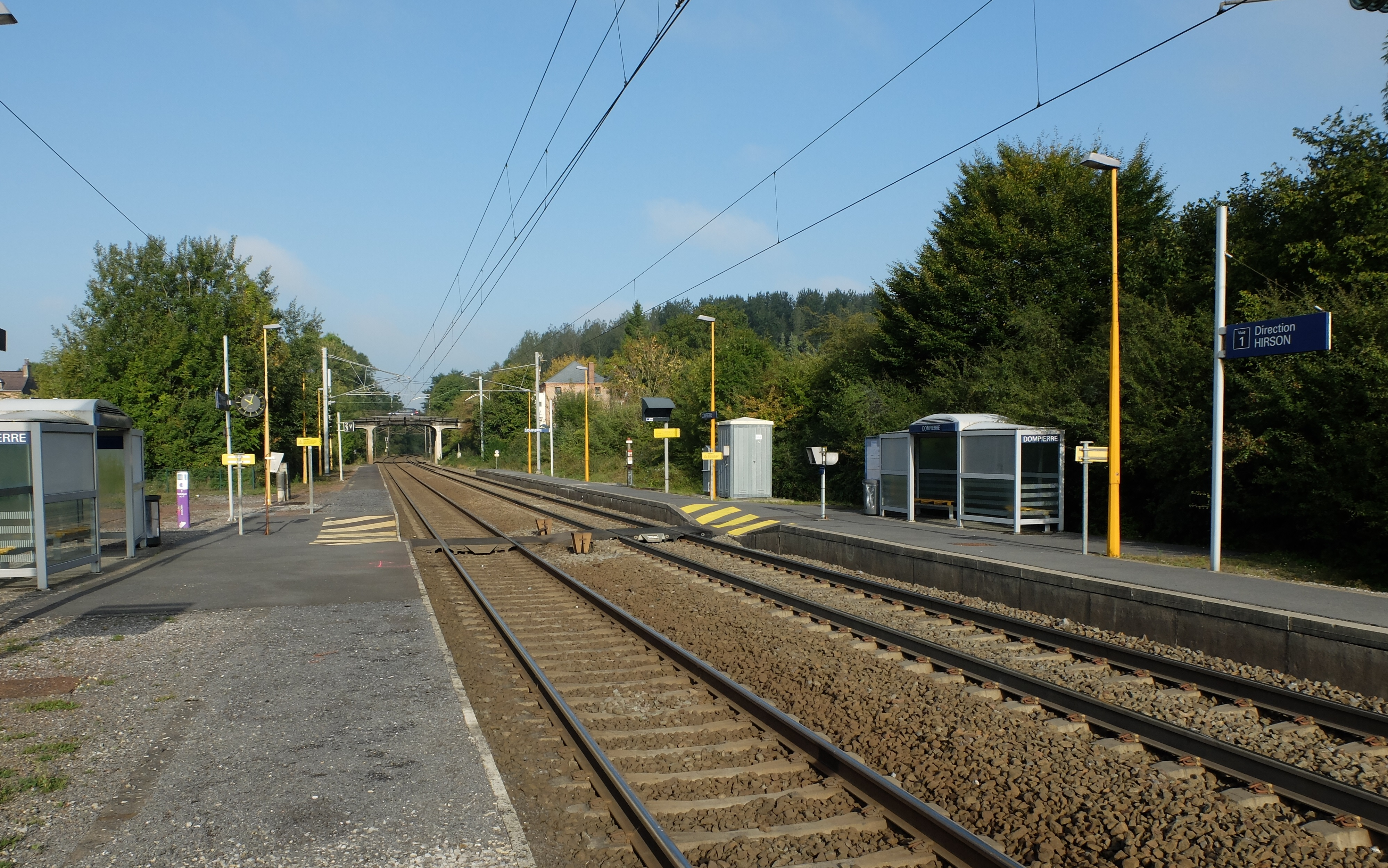
Bahnhof von Dompierre-sur-Helpe

- Bildstöcke
- Kriegerdenkmal

- Kirche Saint-Etton
- Glasmalerei an einem Fenster der Kirche Saint-Etton
- Bahnhof von Dompierre-sur-Helpe

## Persönlichkeiten
- Gabriel Dubois (1911–1985), Radrennfahrer